# Islands ambassadører i Letland
Islands første ambassadør i Letland var Sigríður Ásdís Snævarr i 1991. Islands nuværende ambassadør i Letland er Elín Flygenring. Island har ikke nogen ambassade i Letland.

## Liste over ambassadører
| # | Navn                     | Tid               | Slut på mission |
| - | ------------------------ | ----------------- | --------------- |
| 1 | Sigríður Ásdís Snævarr   | 26 september 1991 | 23 april 1996   |
| 2 | Hörður H. Bjarnason      | 23 april 1996     | 13 april 1999   |
| 3 | Kornelíus Sigmundsson    | 13 april 1999     | 11 marts 2003   |
| 4 | Jón Baldvin Hannibalsson | 11 marts 2003     | 14 marts 2006   |
| 5 | Hannes Heimisson         | 14 marts 2006     | 9 marts 2010    |
| 6 | Elín Flygenring          | 9 marts 2010      |                 |